# Palácio São Joaquim
O Palácio São Joaquim ou Palácio da Mitra Arquiepiscopal, localizado na Rua da Glória, 446, Glória, Rio de Janeiro, é um edifício em estilo eclético, construído de 1912 a 1918 para ser a residência do primeiro cardeal arcebispo do Rio de Janeiro, D. Joaquim Arcoverde de Albuquerque Cavalcanti.

## História

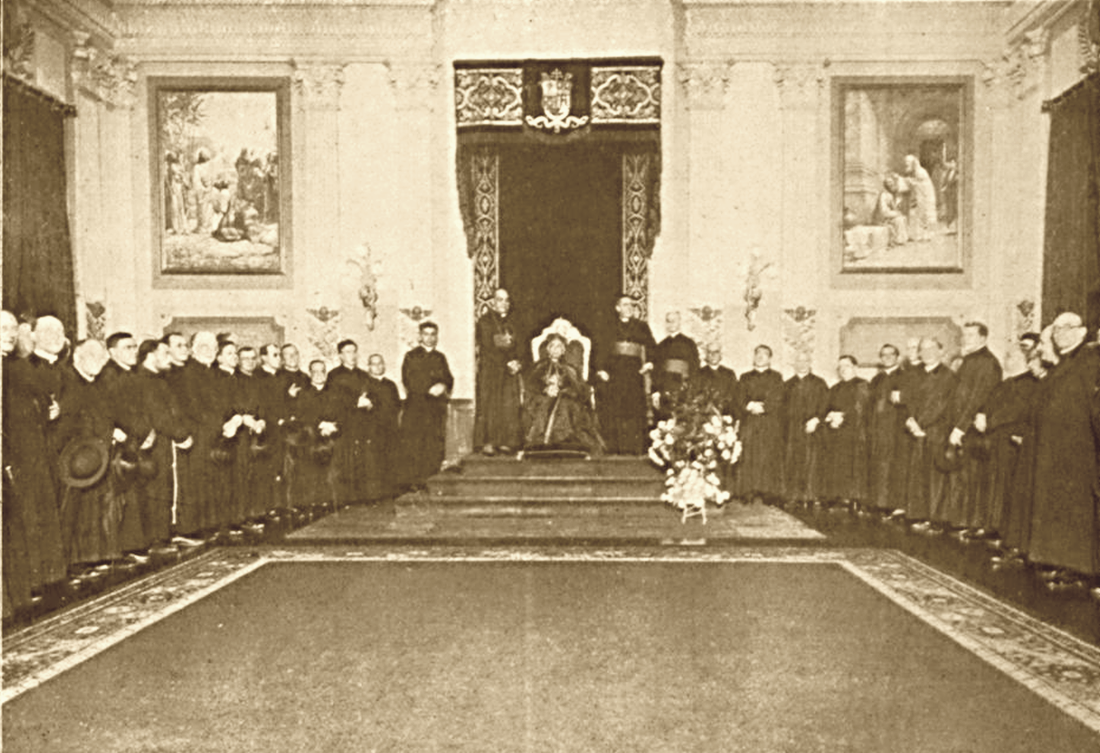
Recepção na Sala do Trono do Palácio São Joaquim, comemorativa do aniversário de sagração do Cardeal Arcoverde em 1928.

O terreno no qual foi erigido o Palácio São Joaquim havia sido antes local do palacete construído por Manuel Lopes Pereira Baía, Barão e Visconde de Meriti. O Visconde era Filho de Domingos Lopes Pereira Baía e de Ana Margarida da Silva. Rico banqueiro. Foi sepultado no cemitério do Catumbi. Seu retrato pintado está numa parede da Igreja de São Francisco de Paula, no largo de mesmo nome, no Centro do Rio de Janeiro. Uma de suas filhas foi a Marquesa de Abrantes, D. Maria Carolina da Piedade.

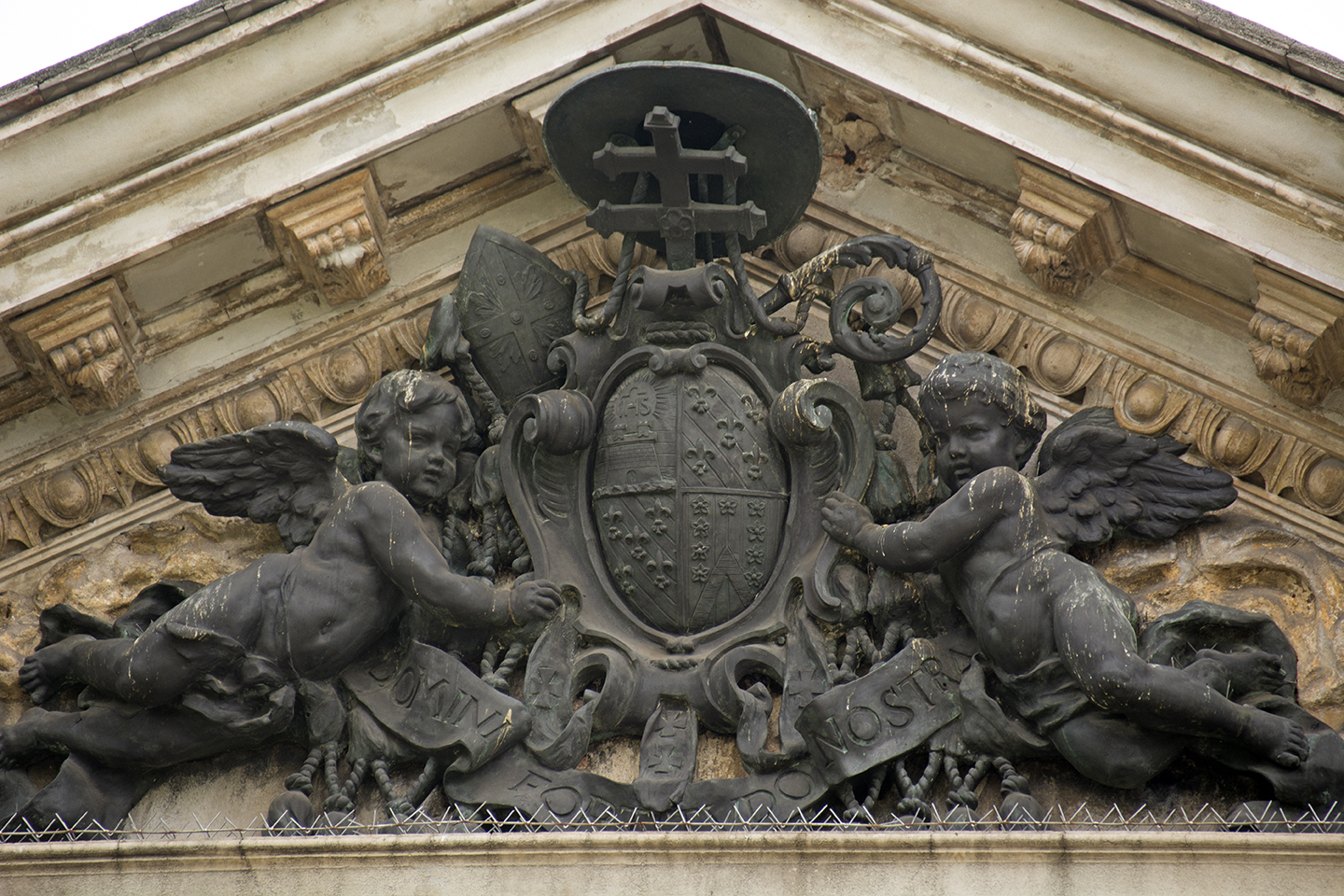
Brasão de armas do Cardeal Arcoverde localizado no tímpano do Palácio São Joaquim, no Rio de Janeiro, obra do escultor e gravador italiano Aurelio Mistruzzi.

Os bailes que nele dava o Visconde, que era sogro do Marquês de Abrantes, marcaram época nas crônicas do Segundo Império Brasileiro, sob o reinado de D. Pedro II. D. Pedro II e D. Teresa Cristina Maria costumavam frequentá-los, após os festejos em louvor a Nossa Senhora da Glória, no dia 15 de agosto de cada ano. Foi, num dos bailes nessa casa do Visconde de Meriti, que, pela primeira vez, o sorvete apareceu numa reunião familiar, servido no ano de 1835. Ao final da missa solene e festiva de N. Sra. da Glória, suas Majestades, D. Pedro II e D. Teresa desciam a ladeira da Igreja da Glória, dirigindo-se ao palacete Meriti, bem perto da dita Igreja, para tomar parte nos esplendorosos bailes oferecidos pelo dono da mansão, o rico Visconde de Meriti.
Tal Palacete foi comprado pelo Governo Federal, sendo nele instalada a Secretaria dos Negócios Estrangeiros. Em 1912, foi demolido o Palacete Meriti, e no seu chão vazio se construiu o novo Palácio Arquiepiscopal, denominado São Joaquim. Embora o prefeito Pereira Passos tenha reservado um terreno na Av. Rio Branco para a Mitra, esta preferiu trocá-lo pela propriedade do Visconde de Meriti localizada no bairro da Glória.
Foi tombado em 23 de agosto de 2005, na administração do prefeito Cesar Maia, junto com diversos outros edifícios nos bairros adjacentes.

## Características
Está situado na esquina da Rua da Glória com a Rua Benjamin Constant, levantando-se o palácio de frente para o largo da Glória.
Possui pinturas internas de Benedito Calixto e Carlos Oswald (que assinou várias obras no Palácio como "Carlos Oswaldo").